# Murad III.

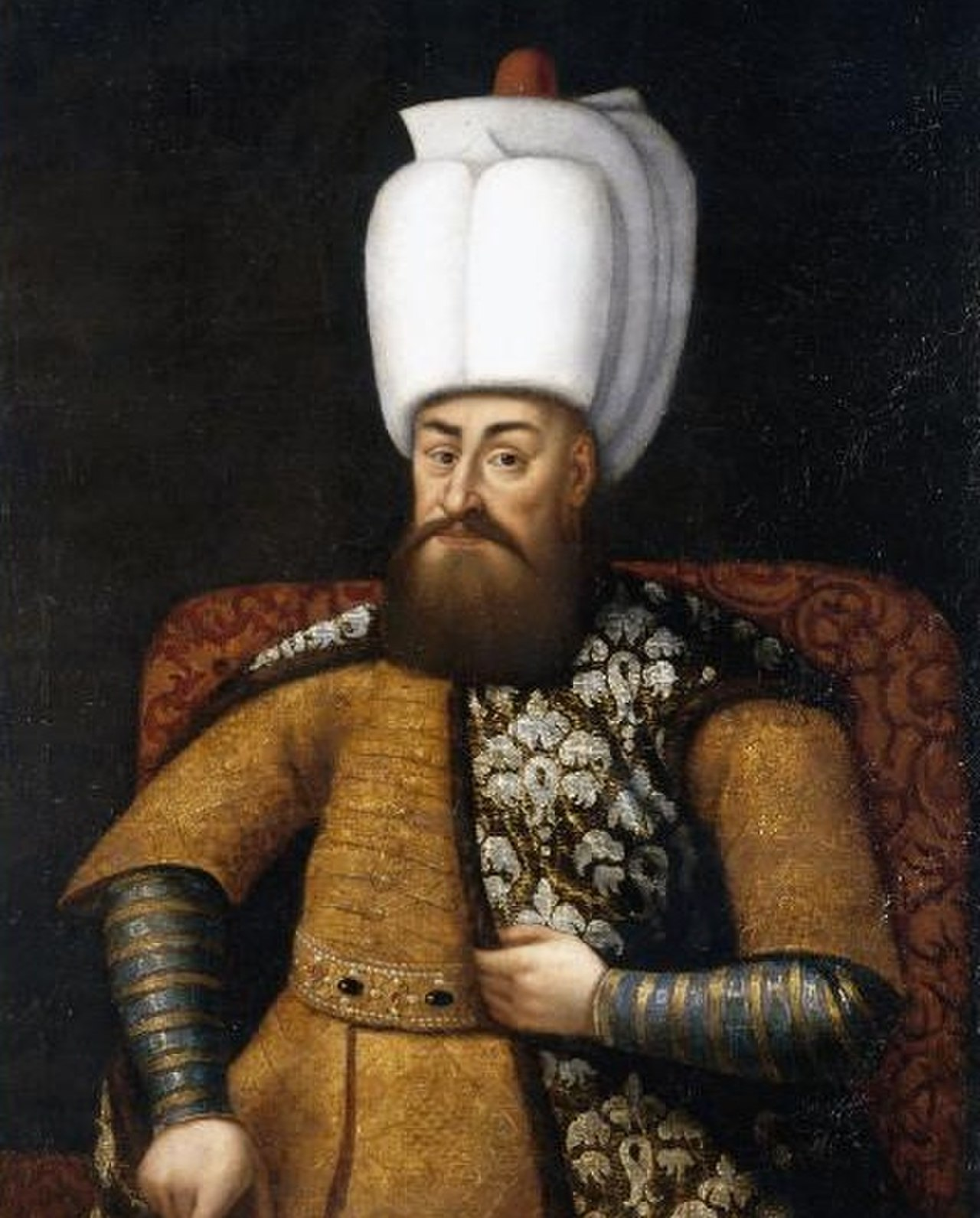
Murad III.

Murad III. (geboren 4. Juli 1546; gestorben 15/16. Januar 1595) war 1574 bis 1595 Sultan des Osmanischen Reiches.

## Leben
Murad war der älteste Sohn von Selim II. und der gebürtigen Venezianierin Nurbanu. Er folgte seinem Vater am 15. Dezember 1574 auf den Thron. Die Reichsgeschäfte wurden weiterhin von dem mächtigen Großwesir Sokollu Mehmed Pascha bis zu dessen Ermordung im Oktober 1579 geführt. Seine Autorität wurde zunehmend durch den Einfluss des Harems unterwandert, der während Murads Herrschaft einen Höhepunkt fand. Die wichtigste Rolle kam dabei Safiye zu, der Lieblingsfrau des Sultans, einer Venezianerin aus einer Adelsfamilie, deren Vater Statthalter von Korfu gewesen war, und die als Kind von türkischen Korsaren gefangen und an den Harem verkauft worden war. 
Murad werden keine Führungsqualitäten attestiert. Er galt als gutmütig, konnte aber bei Gelegenheit auch grausam sein. So ließ er zu Beginn seiner Regierungszeit, wie es inzwischen Brauch geworden war, seine fünf Brüder mit einer Bogensehne erdrosseln, um jegliche Konkurrenz auf den Thron auszuschalten. Seine Willenskraft wurde schon früh durch Opiumkonsum und fortwährende Exzesse geschwächt. Er hatte ohnehin keine Neigung zur Politik; seine Zeit verbrachte er in Gesellschaft von Musikern, Dichtern und Possenreißern, und er selbst betätigte sich als Dichter mit einem Hang zur Mystik.
Sein einziger Reformversuch war das Verbot von Rauschmitteln, mit dem die zunehmende Zügellosigkeit der Janitscharen eingedämmt werden sollte. Er scheiterte am Widerstand der Soldaten. Als erster Sultan bereicherte sich Murad persönlich, insbesondere indem er Ämter gegen hohe Geldzahlungen vergab. Besonders verheerend war diese Korruption für die Armee, deren Basis das Tımar-System war. Nun wurden Lehen konfisziert und an Günstlinge des Harems vergeben, und über den gleichen Einfluss gelangten Fremde und Reâyâ in die Reihen der Janitscharen. Deren Disziplin wurde immer lockerer und ihre Launen immer aufrührerischer. 
1578 begann ein langer, kostspieliger Feldzug gegen Persien. Die Kosten des Krieges mussten teilweise über eine Geldentwertung finanziert werden, welche wiederum Revolten der Janitscharen zur Folge hatte.

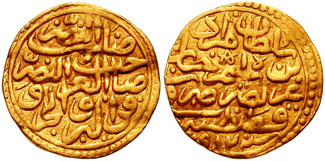
Goldmünze Murads III.

1593 brach in Europa der sogenannte Lange Türkenkrieg aus, der bis über den Tod Murads 1595 hinaus dauerte.
Unter Murad III. begannen die Beziehungen zwischen England und der Pforte. Verhandlungen mit Königin Elisabeth begannen 1579 mittels englischer Händler; 1580 wurden die ersten Kapitulationen mit England unterschrieben; 1583 kam William Harebone nach Konstantinopel, der erste Botschafter bei der Hohen Pforte; und 1593 wurden geschäftliche Kapitulationen mit England unterzeichnet, die ihm die gleichen Rechte wie den Franzosen zubilligten.